# Minsk-4 kraftværk
Minsk kraftverk nr 4 (hviderussisk: ЦЭЦ-4 tr. Tsets - 4) er et termisk kraftvarmeværk i Hviderusland og er en filial af hviderussiske energiselskab Minskenergo (hviderussisk: Мінскэнерго). Det har en installeret produktionskapacitet på 1200 MW fordelt på 6 turbiner. Det er et af Østeuropas største kraftværker målt på effekt. Anlægget blev påbegyndt omkring 1974 og stod færdigt i 1996. Brændselskilderne er naturgas og olie.